# La Croix-aux-Bois
La Croix-aux-Bois és un municipi francès situat al departament de les Ardenes i a la regió del Gran Est. L'any 2007 tenia 119 habitants.

## Demografia

### Població
El 2007 la població de fet de La Croix-aux-Bois era de 119 persones. Hi havia 48 famílies de les quals 20 eren unipersonals (20 dones vivint soles i 20 dones vivint soles), 8 parelles sense fills, 16 parelles amb fills i 4 famílies monoparentals amb fills.
La població ha evolucionat segons el següent gràfic:
Habitants censats

### Habitatges
El 2007 hi havia 74 habitatges, 53 eren l'habitatge principal de la família, 12 eren segones residències i 9 estaven desocupats. Tots els 71 habitatges eren cases. Dels 53 habitatges principals, 45 estaven ocupats pels seus propietaris, 5 estaven llogats i ocupats pels llogaters i 3 estaven cedits a títol gratuït; 3 tenien tres cambres, 15 en tenien quatre i 35 en tenien cinc o més. 46 habitatges disposaven pel capbaix d'una plaça de pàrquing. A 22 habitatges hi havia un automòbil i a 19 n'hi havia dos o més.

### Piràmide de població
La piràmide de població per edats i sexe el 2009 era:
| Homes | Edats   | Dones |
| ----- | ------- | ----- |
| 0     | 95 o +  | 0     |
| 0     | 90 a 94 | 0     |
| 0     | 85 a 89 | 0     |
| 0     | 80 a 84 | 0     |
| 0     | 75 a 79 | 8     |
| 4     | 70 a 74 | 4     |
| 4     | 65 a 69 | 12    |
| 8     | 60 a 64 | 0     |
| 0     | 55 a 59 | 4     |
| 8     | 50 a 54 | 0     |
| 4     | 45 a 49 | 8     |
| 8     | 40 a 44 | 12    |
| 4     | 35 a 39 | 0     |
| 8     | 30 a 34 | 0     |
| 0     | 25 a 29 | 8     |
| 4     | 20 a 24 | 4     |
| 8     | 15 a 19 | 4     |
| 0     | 10 a 14 | 4     |
| 8     | 5 a 9   | 4     |
| 0     | 0 a 4   | 8     |

## Economia
El 2007 la població en edat de treballar era de 72 persones, 44 eren actives i 28 eren inactives. De les 44 persones actives 40 estaven ocupades (22 homes i 18 dones) i 3 estaven aturades (2 homes i 1 dona). De les 28 persones inactives 9 estaven jubilades, 6 estaven estudiant i 13 estaven classificades com a «altres inactius».

### Ingressos
El 2009 a La Croix-aux-Bois hi havia 53 unitats fiscals que integraven 122 persones, la mediana anual d'ingressos fiscals per persona era de 15.444 €.

### Activitats econòmiques
Dels 3 establiments que hi havia el 2007, 1 era d'una empresa extractiva i 2 d'empreses de comerç i reparació d'automòbils.
L'any 2000 a La Croix-aux-Bois hi havia 3 explotacions agrícoles.

## Poblacions més properes
El següent diagrama mostra les poblacions més properes.